# Burkina Faso ved OL
Burkina Faso deltog første gang i olympiske lege under Sommer-OL 1972 i München som Øvre Volta. De boykottede tre OL på række; Sommer-OL 1976 i Montréal, Sommer-OL 1980 i Moskva og Sommer-OL 1984 i Los Angeles. Burkina Faso har aldrig deltaget i vinterlege. De har aldrig vundet nogen medalje.

## Medaljeoversigt
| Burkina Fasos medaljer under de olympiske sommerlege | Burkina Fasos medaljer under de olympiske sommerlege | Burkina Fasos medaljer under de olympiske sommerlege | Burkina Fasos medaljer under de olympiske sommerlege | Burkina Fasos medaljer under de olympiske sommerlege | Burkina Fasos medaljer under de olympiske sommerlege |
| ---------------------------------------------------- | ---------------------------------------------------- | ---------------------------------------------------- | ---------------------------------------------------- | ---------------------------------------------------- | ---------------------------------------------------- |
| Lege                                                 | Guld                                                 | Sølv                                                 | Bronze                                               | Totalt                                               | Rang                                                 |
| 1972 München                                         | 0                                                    | 0                                                    | 0                                                    | 0                                                    | –                                                    |
| 1976–1984                                            | Deltog ikke                                          | Deltog ikke                                          | Deltog ikke                                          | Deltog ikke                                          | Deltog ikke                                          |
| 1988 Seoul                                           | 0                                                    | 0                                                    | 0                                                    | 0                                                    | –                                                    |
| 1992 Barcelona                                       | 0                                                    | 0                                                    | 0                                                    | 0                                                    | –                                                    |
| 1996 Atlanta                                         | 0                                                    | 0                                                    | 0                                                    | 0                                                    | –                                                    |
| 2000 Sydney                                          | 0                                                    | 0                                                    | 0                                                    | 0                                                    | –                                                    |
| 2004 Athen                                           | 0                                                    | 0                                                    | 0                                                    | 0                                                    | –                                                    |
| 2008 Beijing                                         | 0                                                    | 0                                                    | 0                                                    | 0                                                    | –                                                    |
| 2012 London                                          | 0                                                    | 0                                                    | 0                                                    | 0                                                    | –                                                    |
| 2016 Rio de Janeiro                                  | 0                                                    | 0                                                    | 0                                                    | 0                                                    | –                                                    |
| 2020 Tokyo                                           |                                                      |                                                      |                                                      |                                                      |                                                      |
| Totalt                                               | 0                                                    | 0                                                    | 0                                                    | 0                                                    |                                                      |